# Comuna Lisnîi Hlibîciîn, Colomeea
Lisnîi Hlibîciîn (în ucraineană Лісний Хлібичин) este o comună în raionul Colomeea, regiunea Ivano-Frankivsk, Ucraina, formată din satele Lisnîi Hlibîciîn (reședința) și Skopivka.

## Demografie
Componența lingvistică a comunei Lisnîi Hlibîciîn
     Ucraineană (99,72%)
     Alte limbi (0,21%)
Conform recensământului din 2001, majoritatea populației comunei Lisnîi Hlibîciîn era vorbitoare de ucraineană (99,72%), existând în minoritate și vorbitori de alte limbi.